# 伊捷尔缅文学
伊捷尔缅人是俄罗斯勘察加半岛上的一个原住民族。传统上笃信萨满教，原本没有本民族文字。作家文学在20世纪才开始发展。
在俄罗斯帝国时期，伊捷尔缅人（堪察加人）没有读写能力，只有民间口头流传的文学。19世纪末，被流放的俄罗斯革命者（后来成为学者）弗拉基米尔·塔恩-博戈拉兹（Владимир Тан-Богораз）、弗拉基米尔·约赫尔松（Владимир Иохельсон）等人开始对北方和远东民族的民族志材料进行研究、收集和整理。苏联时期，伊丽莎白·奥尔洛娃（Елизавета Орлова）为伊捷尔缅语言学的发展做出了重大贡献。
第一位专业的伊捷尔缅作家是格奥尔基·波罗托夫（Георгий Поротов，1929—1985）。波罗托夫以诗集《奥耶》登上文坛，这本诗集融入了大量本民族的神话传说。之后又推出了《科列尔》、《库特哈与老鼠》、《埃尔维尔》、《幸福的阿坎》等剧本。
另一位同样重要的作家和伊捷尔缅民间文学收集者，既是诗人也是散文家的内莉亚·苏兹达洛娃（Нэля Суздалова）。苏兹达洛娃慨叹本民族失落的历史、被遗忘的传统。她的诗多次提到伊捷尔缅族的传统神祗库特哈——乌鸦之灵、大地的缔造者和人类始祖，将这位神祗描写成既威严又可爱的形象。她还写有短篇小说《澡堂》、《阿夫利柳》等，笔法细腻而略带讽刺。
自1960年代起，伊捷尔缅和科里亚克民间文学的专家和收集者塔季扬娜·古托罗娃（Татьяна Гуторова，1930—2003）开始了她的创作生涯。
当代文学中，克拉夫季娅·哈洛伊莫娃（Клавдия Халоймова）等人的作品广为人知。